# Берлин, Вильгельм
Вильгельм Отто Юлиус Берлин (нем. Wilhelm Otto Julius Berlin; 28 апреля 1889, Кёльн — 15 сентября 1987, Гамбург) — немецкий офицер, генерал артиллерии во Второй мировой войне.

## Биография
13 марта 1909 окончил кадетский корпус, принят прапорщиком в 14-й Баденский пехотно-артиллерийский полк. По окончании военной школы 27 января 1910 произведён в лейтенанты (патент от 19 июня 1908). С 1 октября 1910 по январь 1914 учился в объединённой артиллерийской инженерной школе в Шарлоттенбурге. С 1 февраля по 1 августа 1914 посещал там же Военно-техническую академию, которую вынужден был окончить досрочно в связи с началом Первой мировой войны.

### УчастникПервой мировой войны
Был офицером связи со 2 до 25 августа 1914 в Крепости императора Вильгельма II, с 26 августа по 1 сентября 1914 — в комендатуре губернатора Страсбурга. 2 сентября 1914 переведён в штаб 15-го резервного корпуса (Страсбург), с которым направлен в район боевых действий в Лотарингию; с 17 сентября 1914 по 1 мая 1915 оставался на западном фронте. 25 февраля 1915 присвоено звание «обер-лейтенант».
С 1 мая 1915 — командир 216-й миномётной батареи, с 6 июля 1915 — командир роты 3-й батареи. На восточном фронте — с 17 июля по 25 сентября 1915; затем полк был переведён на западный фронт и участвовал в боевых действиях с февраля 1916. Со 2 июня 1916 — адъютант генерала тяжёлой артиллерии (командование № 8; с 16 февраля 1917 преобразовано в командование № 126). 18 августа 1917 произведён в капитаны. С 10 по 15 сентября 1917 прошёл учебный курс в военной химической школе («газовая школа») в Берлине, после чего вернулся на фронт. С 25 июля по 1 августа 1918 был временно откомандирован в Берлин; с 4 сентября 1918 до конца войны командовал 2-м батальоном 88-го резервного пехотного полка. После компьенского перемирия, заключённого 11 ноября 1918, вернулся на родину.
В период Первой мировой войны за боевые отличия награждён Железным крестом 1-го и 2-го класса, баварским орденом «За военные заслуги» 4-го класса с мечами, рыцарским крестом 2-го класса ордена Церингенского Льва с мечами, рыцарским крестом королевского ордена Дома Гогенцоллернов с мечами.

### 1920—1930-е годы
Оставлен в рейхсвере в звании капитана. В марте-апреле 1919 командовал 1-й добровольной тяжёлой батареей. С сентября 1920 по октябрь 1923 года служил в штабах 13-го и 5-го артиллерийских полков. 1 октября 1923 назначен командиром 2-й (прусской) батареи 5-го артиллерийского полка в Фульде. С 1926 переведён в 1-й отдел штаба, с 1 апреля 1929 — в 1-ю батарею этого же полка.
22 августа 1929 переведён в Имперское военное министерство в Берлин, 1 октября 1930 зачислен в инспекцию артиллерии. 1 ноября 1930 произведён в майоры, 1 мая 1934 — в подполковники. 1 октября 1934 года назначен командиром 2-го дивизиона артиллерийского (с 15 октября 1935 — учебного артиллерийского) полка (Ютербог). С 1 апреля 1936 — старший офицер артиллерии в командовании бронетанковых войск; с 20 апреля — полковник. С 12 октября 1937 — командир 33-го артиллерийского полка.

### Вторая мировая война
С началом 2-й мировой войны вместе с 33-м артиллерийским полком дислоцирован на западе. 30 сентября 1939 года возглавил 101-е артиллерийское командование.  1 марта 1940 присвоено звание генерал-майор. Руководил 101-м командованием в западном походе весной 1940, был награждён пряжками к Железным крестам.
С 10 октября 1940 по 3 апреля 1943 — начальник 2-й артиллерийской школы в Ютербоге; с 15 февраля 1942 — генерал-лейтенант. 24 апреля 1943 года отправлен в действующую армию; с 1 мая по 6 июня 1943 — командир 58-й пехотной дивизии (северный участок советско-германского фронта). 7 июня 1943 принял командование 227-й пехотной дивизией.
12 февраля 1944 был упомянут в Вермахтберихт:

В северной части восточного фронта исключительно зарекомендовали себя рейнско-вестфальская 227-я пехотная дивизия под руководством генерал-лейтенанта Берлина и артиллерия резерва главного командования под руководством кавалера дубового листа генерал-лейтенанта Томашки.Оригинальный текст (нем.)Im Nordabschnitt der Ostfront haben sich die rheinisch-westfälische 227. Infanterie-Division unter Führung des Generalleutnants Berlin und die Heeresartillerie unter Führung des Eichenlaubträgers Generalleutnant Tomaschki hervorragend bewährt.
C 13 по 23 февраля 1944 возглавлял армейскую группу «Нарва». После передачи армейской группы генералу инфантерии Й. Фрисснеру продолжил командование своей дивизией. Как командир дивизии 6 марта 1944 награждён Рыцарским крестом Железного креста.

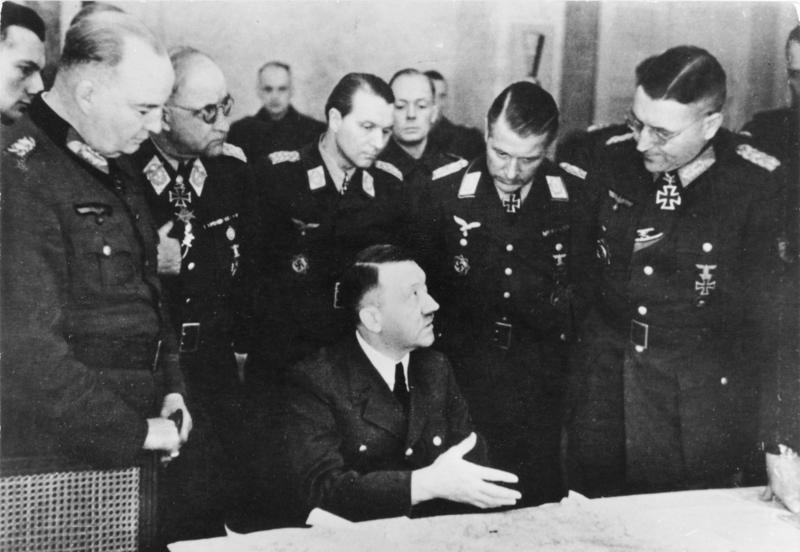
Оперативное совещание в штаб-квартире группы армий «Висла» (3 марта 1945)
В первом ряду вокруг А. Гитлера (сидит) стоят (слева направо):
генерал артиллерии ОКВ В. Берлин (стоит со сложенными руками);
генерал-фельдмаршал Р. фон Грейм;
генерал-майор Франц Ройс;
генерал зенитной артиллерии Й. Одебрехт;
генерал пехоты Т. Буссе

С 11 мая по 15 июня 1944 временно командовал 26-м армейским корпусом, затем был переведён в резерв фюрера. Летом 1944 назначен генералом артиллерии Верховного командования вермахта и занимал эту должность до окончания войны, с перерывом с 27 февраля до 18 апреля 1945, когда командовал новым армейским корпусом CI в Берлине. Звание «генерал артиллерии» присвоено 20 октября 1944.
8 мая 1945 года сдался в плен американцам. 3 июля 1947 года освобождён.

## Награды
- Железный крест 2-го класса (27 сентября 1914), 1-го класса (25 сентября 1916)[2] (Королевство Пруссия)
- Баварский Орден «За военные заслуги» 4-го класса с мечами (28 октября 1914)[2] (Королевство Бавария)
- Рыцарский крест 2-го класса ордена Церингенского Льва с мечами (18 декабря 1914)[2] (Великое герцогство Баден)
- Рыцарский крест королевского ордена Дома Гогенцоллернов с мечами (27 сентября 1918)[2] (Королевство Пруссия)
- Почётный крест ветерана войны с мечами (21 декабря 1934)
- Пряжка к Железному кресту 2-го и 1-го класса
- Знак зенитной артиллерии ПВО ВВС
- Крест Военных заслуг 2-го (1939) и 1-го класса (11 января 1943)
- Поименование в Вермахтберихт (12 февраля 1944)
- Рыцарский крест Железного креста (6 марта 1944)[3].